# Tighina Bendery
Tighina Bendery (rum. Fotbal Club Tighina Bender) – mołdawski klub piłkarski z siedzibą w Benderach, występujący w latach 1992–1998, 2005- w Divizia Națională.

## Historia
Chronologia nazw:
- 1946–1947: Dinamo Bendery (ros. «Динамо» Бендеры)
- 1948–1958: Burevestnic Bendery (ros. «Буревестник» Бендеры)
- 1959: Locomotiva Bendery (ros. «Локомотив» Бендеры)
- 1960–1969: Nistrul Bendery (ros. «Ниструл» Бендеры)
- 1970–1987: Pişcevic Bendery (ros. «Пищевик» Бендеры)
- 1988: Tighina Bendery (ros. «Тигина» Бендеры)
- 1989: Tighina-RȘVSM Bendery (ros. «Тигина‑РШВСМ» Бендеры)
- 1990: Tighina-Apoel Bendery (ros. «Тигина‑Апоэль» Бендеры)
- 1991: Tighina Bendery (ros. «Тигина» Бендеры)
- 1992–1996: Tighina-Apoel Bendery
- 1996–1999: Dinamo Bendery
- 1999–2001: Dinamo-Stimold Bendery
- 2001–2010: Dinamo Bendery
- 2011–...: Tighina Bendery

Klub został założony w 1950 jako Burevestnik Bendery i w tym że roku startował w rozgrywkach Pucharu ZSRR. W 1959 zmienił nazwę na Locomotiv Bendery i debiutował w Klasie B, strefie 1 Mistrzostw ZSRR. W następnym sezonie już nazywał się Nistrul Bendery i kontynuował występy w 2 lidze. Po kolejnej reorganizacji systemu lig w 1963 został zdegradowany do Klasy B, strefy 1. W 1970 po następnej reorganizacji systemu lig ZSRR klub pozbawiono miejsca w rozgrywkach profesjonalnych. Potem zespół występował w rozgrywkach lokalnych. W 1974 został przez władze przydzielony do przemysłu spożywczego i otrzymał nazwę Pişcevik Bendery. W tym że roku ponownie startował we Wtoroj Lidze, strefie 6, ale zajął ostatnie 20 miejsce i pożegnał się z rozgrywkami profesjonalnymi. W 1989 pod nazwą Tighina-RShVSM Bendery kolejny raz przystąpił do rozgrywek we Wtoroj Lidze, strefie 5. W następnym sezonie po reformie systemu lig jako Tighina-Apoel Bendery startował we Wtoroj Niższej Lidze, strefie 5, w której zajął drugie miejsce i zdobył awans. W 1991 pod nową nazwą Tighina Bendery ostatni raz wystąpił we Wtoroj Lidze, grupie zachodniej, w której zajął 9 miejsce z 22.
W rozgrywkach Mistrzostw Mołdawii klub w 1992 jako Tighina-Apoel Bendery debiutował w Wyższej Lidze Mołdawii. W 1996 klub powrócił do historycznej nazwy Dinamo Bendery, a w sezonie 1997/98 zajął 12 miejsce i spadł do Divizia A. W latach 1999–2001 w nazwie klubu mieściła się nazwa sponsora - Dinamo-Stimold Bendery. W sezonie 2004/05 klub zajął 1 miejsce i zdobył awans do Divizia Națională. W sezonie 2010/2011 klub zanotował spadek do niższej ligi - Divizia "A".

## Sukcesy
- 10 miejsce w Klasie B ZSRR, strefie 1: 1961
- 1/32 finału Pucharu ZSRR: 1952, 1961
- 4 miejsce w Divizia Națională: 1992, 1994/95
- Ćwierćfinalista Pucharu Mołdawii: 1995/96